# Jack Goldsmith
Jack Goldsmith (né le 26 septembre 1962 à Memphis, Tennessee) est un professeur de droit de Harvard, spécialisé en droit international et en droit de l'Internet. 
Considéré comme l'un des juristes conservateurs les plus éminents, il a notamment été assistant de l’Attorney General (en) John Ashcroft, sous l'administration Bush, entre octobre 2003 et juillet 2004, responsable de l’Office of Legal Council (en) (Bureau du conseil juridique). 

## Carrière
Né à Memphis, sa mère était une ex-Miss Arkansas dont les parents étaient propriétaires d'une boîte de nuit connue. Il aura deux beaux-pères successifs, dont l'un était un cadre des Teamsters et bras droit de Jimmy Hoffa, longtemps soupçonné d'avoir participé à des meurtres organisés par ce dernier.
Diplômé d'Oxford, Yale et de l'Académie de droit international de La Haye, il a été professeur à l'université de Chicago et de Virginie. Goldsmith a également été secrétaire du juge à la Cour d'appel J. Harvie Wilkinson III (en) (1989-1990) et du juge à la Cour suprême Anthony Kennedy (1990-1991).

## Goldsmith et la « guerre contre le terrorisme »
En 2002, il travaille comme conseiller juridique pour William J. Haynes II (en) au Pentagone, et écrit notamment une note avertissant le ministre Donald Rumsfeld que la Cour pénale internationale pourrait poursuivre des officiers américains pour les crimes commis lors de la « guerre contre le terrorisme ». Il qualifie cette menace de « judiciarisation de la politique internationale ».
À l'automne 2003, il est, avec son ami John Yoo, l'un des plus éminents juristes à prôner la non-application du droit international, notamment des Conventions de Genève, aux personnes faites prisonniers en Afghanistan. Ceci leur vaut d'être qualifiés de New Sovereigntists (Nouveaux souverainistes) par la revue conservatrice Foreign Affairs.
Il est nommé en octobre 2003 à l'Office of Legal Council (en), chargée d'interpréter les normes ayant trait aux limites du pouvoir exécutif, sur les conseils de John Yoo et après avoir soutenu, lors de ses auditions les commissions militaires. Il y remplace la figure pâle de Jay Bybee (en), peu expérimenté en matière de sécurité nationale. Mais il démissionne dès juillet 2004 à la suite de conflits avec sa hiérarchie et l'administration, notamment avec Alberto Gonzales, alors conseiller juridique de la Maison-Blanche, et David Addington (en), l'un des juristes les plus influents de l'administration et alors conseiller du vice-président Dick Cheney, au sujet de la manière de mener la « guerre contre le terrorisme ». 
Il s'oppose notamment aux notes du Bureau juridique, dotés d'une valeur contraignante, sur la torture d'août 2002 et de mars 2003, qui avaient été rédigés par son ami John Yoo. Gardant alors le silence sur les motifs de sa démission, il est nommé professeur à Harvard. En fait, alors que le scandale d'Abou Ghraïb avait éclaté en avril 2004, et que la note d'août 2002 avait fait l'objet d'une fuite en juillet 2004, Goldsmith, qui avait décidé six mois auparavant qu'il fallait annuler cette note (il considérait qu'il était trop difficile d'annuler la note de 2003 qui « couvrait » les activités de la CIA), présenta le même jour, à son supérieur, John Ashcroft, l'annulation de la note et sa démission, forçant ainsi l'administration à choisir entre accepter l'annulation de la note et garder confidentielle les motifs de sa démission ou refuser celle-là et risquer un scandale. Depuis, il n'adresse plus la parole à J. Yoo.

## The Terror Presidency
En 2007, il publie The Terror Presidency dans lequel il raconte son expérience, abordant entre autres les notes sur la torture, la question des « combattants ennemis », du camp de Guantanamo et de la non-application des conventions de Genève, ainsi que les lois sur les écoutes téléphoniques (Patriot Act, etc.). Soutenant la « guerre contre le terrorisme », il considère par exemple que l'arrêt Hamdan v. Rumsfeld (en) de 2006, concernant l'ex-chauffeur de Ben Laden et déclarant anti-constitutionnelles les commissions militaires, était une erreur. Toutefois, il pense aussi que l'administration Bush a trop voulu étendre les pouvoirs de l'exécutif, menant à des conséquences en fin de compte contre-productives : « l'administration Bush a emprunté son pouvoir aux futurs présidents », déclare-t-il ainsi. Il déclarera ainsi que son désaccord portait davantage sur les « moyens » que sur la « fin », et que s'il s'opposait à la politique de George W. Bush, c'était davantage sur sa réticence à faire valider celle-ci par le Congrès que sur le fond.

## Who Controls Internet
En 2006, il avait aussi publié, avec Tim Wu, professeur de droit à l'université Columbia, Who Controls the Internet? Illusions of a Borderless World (en), dans lequel il argue contre la thèse selon laquelle Internet mettrait fin à la prédominance des États-nations dans le système international et s'attaque particulièrement à l'optimisme technologique propre à des essayistes comme Thomas Friedman.